# Maria Podlasiecka
Maria Podlasiecka z Wasiłowskich (ur. 8 stycznia 1934 w Warszawie) – nauczyciel-instruktor zespołów tanecznych. Popularyzatorka wiedzy o Warszawie.

## Życiorys
Urodziła się 8 stycznia 1934 roku w Warszawie. Córka Stanisława i Joanny z Szaniawskich. Jej rodzony, starszy brat, Kazimierz Wasiłowski ps. „Korwin”, żołnierz Batalionu „Zośka”, poległ 31 sierpnia 1944 roku w Powstaniu Warszawskiem.
W 1956 roku wyszła za mąż za artystę plastyka Kazimierza Podlasieckiego.
Ukończyła Kurs Kwalifikacyjny III stopnia – Studium Tanecznego CPARA (Ministerstwo Kultury i Sztuki, 1967). W 1987 roku uzyskała specjalizację zawodową I stopnia w dziedzinie pedagogiki opiekuńczej.
Była autorką i realizatorką programów dydaktycznych realizowanych w Młodzieżowym Domu Kultury „Ochota” (1970–1989), Ognisku Pracy Pozaszkolnej „175” (1989–1993) i Młodzieżowym Domu Kultury „Muranów” im. C.K. Norwida (1993–2003). Obejmowały one bardzo szeroką tematykę – od metodyki pedagogiki po popularyzację historii Warszawy.
Prowadziła autorskie zajęcia pokazowe i przedstawiała nauczycielom propozycje programowe w specjalnie dla niej powołanym Gabinecie Metodycznym Gier i Zabaw Dydaktycznych. Realizowała, we współpracy z muzeami warszawskimi, Program „Drzewo” (1993). Obejmował on tematykę związaną z korzyściami, jakie daje człowiekowi drewno.
Była, razem z Robertem Miszczukiem (ówczesnym dyrektorem Pedagogicznej Biblioteki Wojewódzkiej i m.st. Warszawy), współautorem i realizatorem pierwszych edycji konkursu „Wydajemy własną książkę”. Spopularyzowany przez nich na kursach dla bibliotekarzy i Targach Książki (Kraków 1998, od 1999 roku wszystkie kolejne Targi Książki Szkolnej „Edukacja” w Warszawie, Targi Książki we Frankfurcie nad Menem i Bolonii – 2003) rozpowszechnił się na terenie całej Polski, realizowany lokalnie w bibliotekach i placówkach kulturalno-oświatowych. Przy czym ośrodkami centralnymi pozostały nadal instytucje macierzyste autorów: MDK „Muranów” im. C.K. Norwida i Pedagogiczna Biblioteka Wojewódzka w Warszawie im. KEN.
Prowadziła autorskie konkursy czytelnicze „Czy znasz wiersze Jana Brzechwy?” i „Przyjaciele Kornela Makuszyńskiego”. Materiały i opracowania z drugiego z nich znajdują się w muzeum pisarza w Zakopanem.
Kolejny konkurs nosił nazwę „Jedność Europy w przysłowiach”, zorganizowany pod patronatem Ambasadora Unii Europejskiej w Warszawie (1996/1997). Wzięły w nim udział dzieci ośmiu narodowości, uczęszczające do szkół zagranicznych na terenie Warszawy.
Najważniejsze były jednak dla niej programy popularyzujące wiedzę o Warszawie. Pierwszy z nich, „Konkurs Wiedzy o Warszawie”, pod patronatem Prezydenta m.st. Warszawy, był cyklem trzynastu rocznych programów dydaktycznych, realizowanych w ścisłej współpracy z nauczycielami. Drugi, „Warszawska Starówka historią malowana”, cyklem zajęć plenerowych. Poza tym Maria Podlasiecka zrealizowała dwa autorskie roczne kursy (120 godzin każdy) dla nauczycieli, finansowane przez Urząd Gminy Warszawa-Centrum i Ministerstwo Kultury i Sztuki. Ich tematami były: „Mazowsze – moją małą ojczyzną” (1994/1995) i „Warszawa w historii i legendzie” (1997/1998).

## Nagrody, wyróżnienia i odznaczenia
Za swoją pracę otrzymała wiele nagród i wyróżnień. Ważniejsze z nich to:
- 1975 Nagroda Ministra Oświaty i Wychowania (II stopnia)
- 1988 Nagroda Ministra Edukacji Narodowej (II stopnia)
- 1992 Wyróżnienie Niezależnej Fundacji Popierania Kultury Polskiej Polcul Foundation za pracę dydaktyczno-wychowawczą (Jury m.in.: Stanisław Barańczak, Jerzy Giedroyć, Gustaw Herling-Grudziński, Jan Nowak-Jeziorański).
- 1993 Nagroda Ministra Kultury i Sztuki
- 2000 Nagroda Ministra Edukacji Narodowej (I stopnia)
- 2002 Wyróżnienie „Zasłużony dla Warszawy” (Leg. Nr 162)
- 2009 Odznaka Honorowa im. Krystyny Krahelskiej – Pamięci Powstania Warszawskiego (Leg. Nr 44/2009), za ocalanie od zapomnienia bohaterstwa żołnierzy i ludności cywilnej w Powstaniu Warszawskim.
- 2010 Odznaka honorowa „Zasłużony dla Kultury Polskiej” (Nr 4498)
- 2013 Odznaka Honorowa Prezydenta Warszawy Stefana Starzyńskiego za działalność społeczną dla Warszawy (Nr 007)
- 2013 Srebrny Medal Opiekuna Miejsc Pamięci Narodowej (Rada Ochrony Pamięci Walk i Męczeństwa, Leg. Nr 20064)
- 2013 Medal „Pro Memoria”, za wybitne zasługi w utrwalaniu pamięci o ludziach i ich czynach w walce o niepodległość Polski podczas II wojny światowej i po jej zakończeniu (Urząd do Spraw Kombatantów i Osób Represjonowanych, Leg. Nr 13995/13)

## Wybrane publikacje
Swoją wiedzę przelewała również na papier. Napisała szereg artykułów i książek dotyczących pedagogiki i historii Warszawy.
- Maria Podlasiecka Metody pracy z dziecięcym zespołem tanecznym, Wyd. Centralnego Ośrodka Metodyki Upowszechniania Kultury, Warszawa 1971
- Maria Podlasiecka Rola sztuki w wychowaniu dzieci i młodzieży, „Problemy Opiekuńczo Wychowawcze” (miesięcznik MEN), Nr 3, marzec 1988
- Maria Podlasiecka Programy edukacyjne związane z dziedzictwem kulturowym, „Warszawskie Forum Oświatowe, Innowacje w Oświacie – Jak Pomóc Nowatorom?”, Kuratorium Oświaty w Warszawie, Zeszyt Nr 24, 1996
- Maria Podlasiecka Jak to drzewiej bywało, „Edukacja Kulturalna”, Zeszyt I, Stołeczne Centrum Edukacji Kulturalnej, Warszawa 1999. Praca wyróżniona w konkursie na pracownię otwartą (nagród nie przyznano).
- Maria Podlasiecka Powstańcze dni Starówki, „Powstaniec Warszawski” – Biuletyn Informacyjny Związku Powstańców Warszawskich”, Rok VIII, Nr 30/99
- Joanna Angiel, Maria Podlasiecka Mój region Mazowsze (Zeszyt edukacji regionalnej dla klas 4-6 szkół podstawowych), Wydawnictwa Szkolne i Pedagogiczne, Warszawa 2000
- Nie przechodź obojętnie obok..., wybór i opracowanie materiałów Maria Podlasiecka i Zygmunt Walkowski, Wyd. Nowy Świat, Warszawa 2001
- Maria Podlasiecka Jedność narodów Europy, zapisana w przysłowiach, „Drama” (Poradnik dla nauczycieli i wychowawców), wyd. Animator, Zeszyt 52/2006
- Leszek S. Zakrzewski, Zygmunt Walkowski, Maria Podlasiecka Warszawskie spotkania z Janem III Sobieskim, Muzeum Pałac w Wilanowie, Warszawa 2008
- W obronie pamięci „Maski” tajnej drukarni TWZW – „Jedynki” – na Sadybie. Na podstawie dokumentów Cecylii Taper-Korzeniowskiej i Anny Gostyńskiej opracowała Maria Podlasiecka, Warszawa 2015
- Maria Podlasiecka, Leszek S. Zakrzewski Kazimierz Wasiłowski "Korwin" żołnierz Batalionu AK "Zośka" : rozmowa o czasach i środowisku, Warszawa 2017
- Maria Podlasiecka, Leszek S. Zakrzewski Miasteczko pełne wspomnień własnych i przyjaciół z facebookowej Grupy miłośników Kazimierza Dolnego, Warszawa 2022

## O Marii Podlasieckiej pisali
- Barbara Kowalska Przedszkole na pół etatu, „Zwierciadło”, Nr 42/1361/1983
- Jolanta Gajda-Zadworna Drzewo Siłaczki, „Życie Warszawy”, 18 czerwca 1993
- Maria Woźniakowa Człowiek jak iskra, „Reforma Szkolna. Informator Biura ds. Reformy Szkolnej Ministerstwa Edukacji Narodowej”, Nr 11/12 z 1993
- Izabela Wit-Kossowska Akcja „Drzewo”. Zabawa, konkurs, nauka. Jak powstają książki, „Życie Warszawy”, 26/27 lutego 1994, s. 23
- Wiesława Grochola Maria Podlasiecka, „Sylwetki Laureatów Polcul Foundation (Niezależna Fundacja Popierania Kultury Polskiej)”, Ikar Publishing, Warszawa 1994
- Jolanta Gajda-Zadworna Z „Drzewem” przez muzea, „Życie Warszawy”, 19 stycznia 1995, s. 10
- Władysława Gawrońska Warszawa – miasto niezwykłe, „Plastyka i Wychowanie”, Nr 5 – 1996 (291)
- Bożena Rytel Dzieci dzieciom, „Wychowanie w Przedszkolu” (Czasopismo dla nauczycieli), Nr 3, marzec 2002

## Półgodzinne programy telewizyjne z udziałem Marii Podlasieckiej
- Audycja Haliny Miroszowej z cyklu Mój mały świat, TVP, Program II, kwiecień 1996
- Audycja O czym mogą nam opowiedzieć uliczki Starej Warszawy, TV Niepokalanów, 1998